# Topaz (hop)
Topaz is een hopvariëteit, gebruikt voor het brouwen van bier.
Deze hopvariëteit is een “bitterhop”, bij het bierbrouwen voornamelijk gebruik voor zijn bittereigenschappen. Deze Australische “hoog-alfa”-variëteit (cultivar-nr.TC-85-70) werd eerst voornamelijk gebruikt voor zijn bitterheid maar bij late toevoeging draagt deze hop bij voor een aangenaam aroma.

## Kenmerken
- Alfazuur: 15 – 18%
- Bètazuur: 6 – 7%
- Eigenschappen: hoge bitterheid, aangenaam aroma tropisch fruit (lychee)